# تيري هارمون
تيري هارمون (بالإنجليزية: Terry Harmon)‏ هو لاعب كرة قاعدة أمريكي، ولد في 12 أبريل 1944 في توليدو في الولايات المتحدة.

## وصلات خارجية
- تيري هارمون على موقع دوري كرة القاعدة الرئيسي (الإنجليزية)
- تيري هارمون على موقعبيزبول رفرنس.كوم (الدوري الرئيسي) (الإنجليزية)
- تيري هارمون على موقعبيزبول رفرنس.كوم (الدوري الثانوي) (الإنجليزية)
- تيري هارمون على موقع إي إس بي إن.كوم (أم.أل.بي) (الإنجليزية)
- تيري هارمون على موقع مشجعي الرسوم البيانية (الإنجليزية)